# マイアミ・シークアリウム
マイアミ・シークアリウム（英: Miami Seaquarium）は、アメリカ合衆国フロリダ州マイアミ・デイド郡ビスケーン湾にあり、マイアミの中心部に近いバージニア・キー島に位置する、面積15ha (38ac)の海洋水族館がある公園である。
当水族館は1955年に創設されており、アメリカ合衆国における最古の海洋水族館である。
マイアミ・シークアリウムでは、海洋哺乳動物に加えて、魚、サメ、ウミガメ、鳥、爬虫類およびマナティーを収容している。
当公園では、毎日のプレゼンテーションや、主催者の夜通しキャンプ、ボーイスカウトのためのイベントおよびグループ・プログラムを提供している。
当公園内の施設には、毎年50万人以上の人々が訪れている。
当公園では、約225人の従業員が働いており、そのリース料金および税金は、マイアミ・デイド郡で3番目に大きな収入源の一因となっている。

## 歴史
当公園は、フレッド・D・コポックおよびキャプテン・W・B・グレイによって創設され、南フロリダにおける2番目の海洋生物アトラクションであった。
当公園が1955年に開園した当時、世界最大の海洋生物アトラクションであった。
1960年代に放映されたアメリカ・テレビ番組『フリッパー』（邦題『わんぱくフリッパー』）の全88話およびフリッパー主演映画の2本は、1963年から1967年を通してマイアミ・シークアリウムで撮影された。
2024年3月、同水族館は、シャチのロリータとイルカのサンダンスの死、不適切な獣医療や施設の状態、劣悪な動物の取り扱いという動物福祉の問題を受けて、マイアミ・デイド郡との賃貸契約を解除された。

## シャチのロリータ (Tokitae)
マイアミ・シークアリウムのアトラクションの1つはロリータであり、世界で最古の捕獲オルカ（シャチ）である。
公園唯一のオルカであったが、2023年8月、老衰と複数の慢性疾患で死亡した。
ロリータは、1970年にマイアミ・シークアリウムに監禁され、そこで彼女は1980年3月に死んだ当公園初のオルカであるヒューゴと一緒になった。
2014年1月24日に、ワシントン州およびカナダブリティッシュコロンビア州近海に住んでいる、絶滅の危機に瀕する種の保存に関する法律 (ESA) で一覧化されたオルカの南部居住総数の一部に、ロリータが含まれていなかった例外を排除するために、国立海洋漁業局 (NMFS) がESAの改正を提案した。
2013年に、そのような行動をNMFSに提案した活動家は、これが最終的な放流であり、彼女の母親オルカがいると思われる彼女の小群との再会に至るかもしれないと期待している。

## ギャラリー

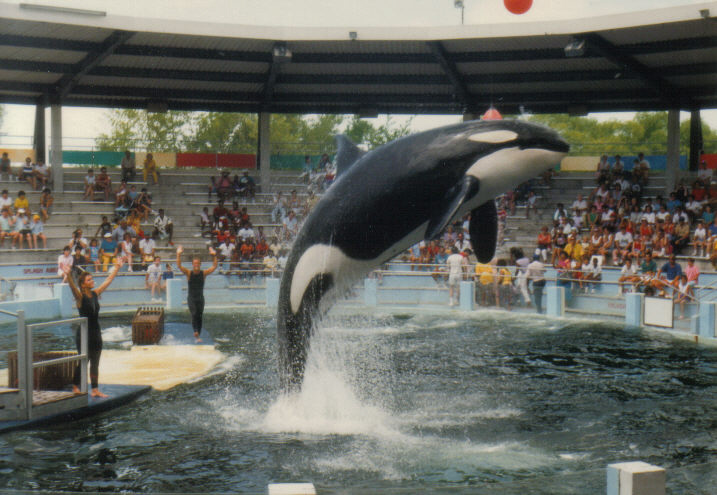
シャチのロリータ。
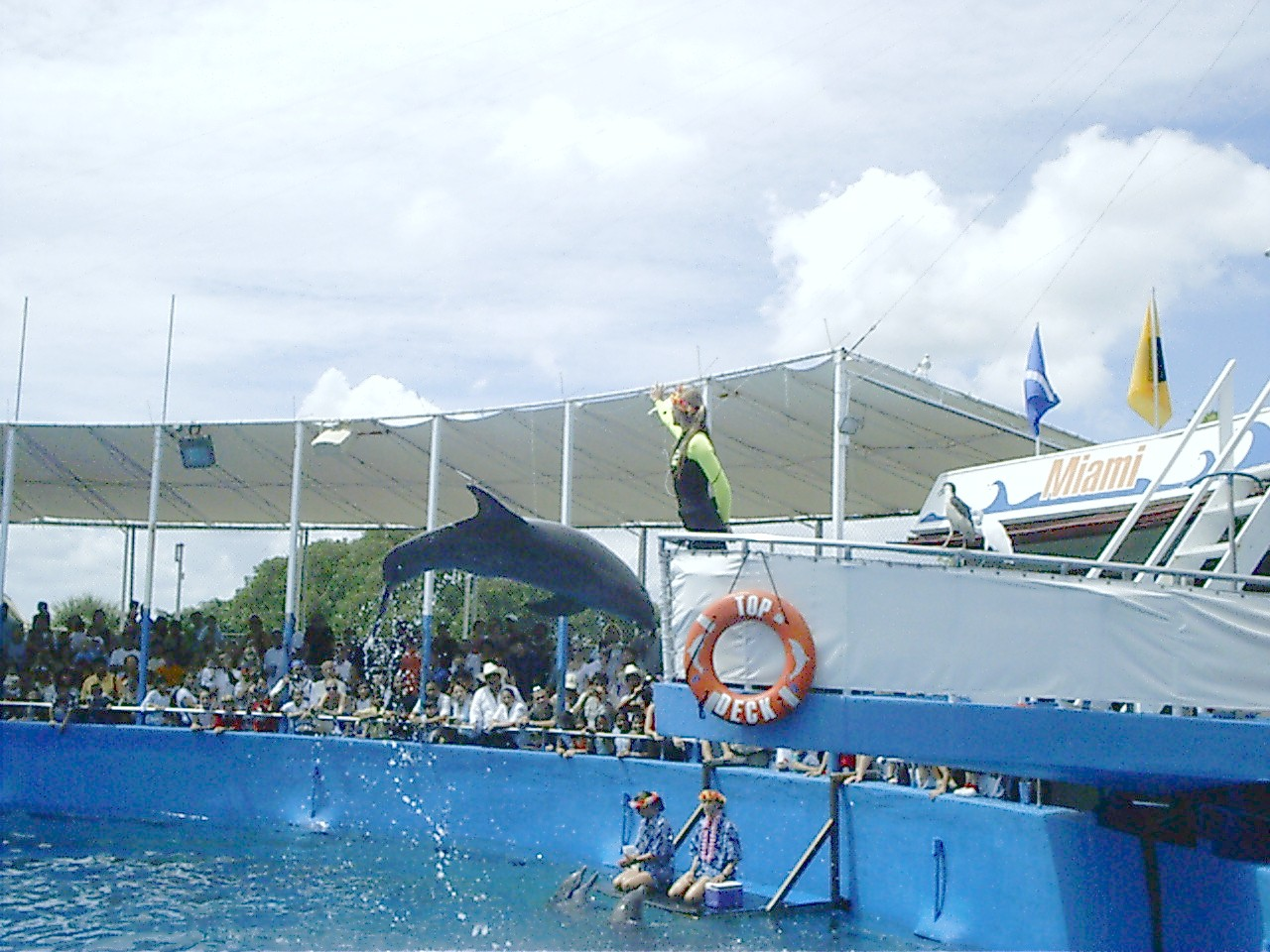
マイアミ・シークアリウムのイルカ・ショー。
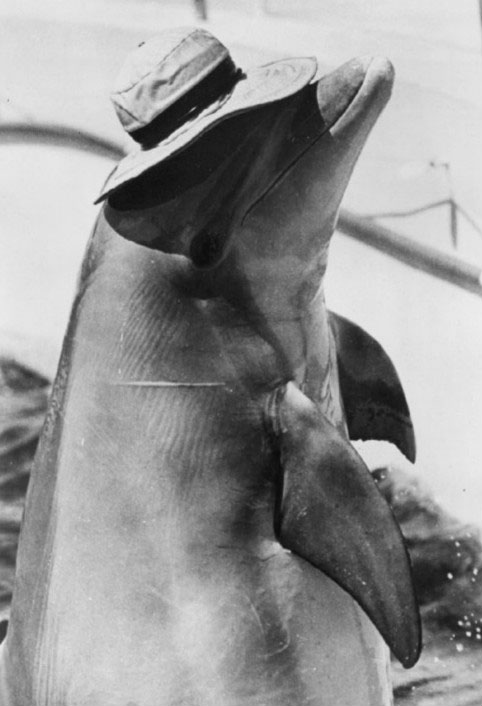
シークアリウムのフリッパー（1969年当時）。